# Рожанковський Маркел Лонгинович

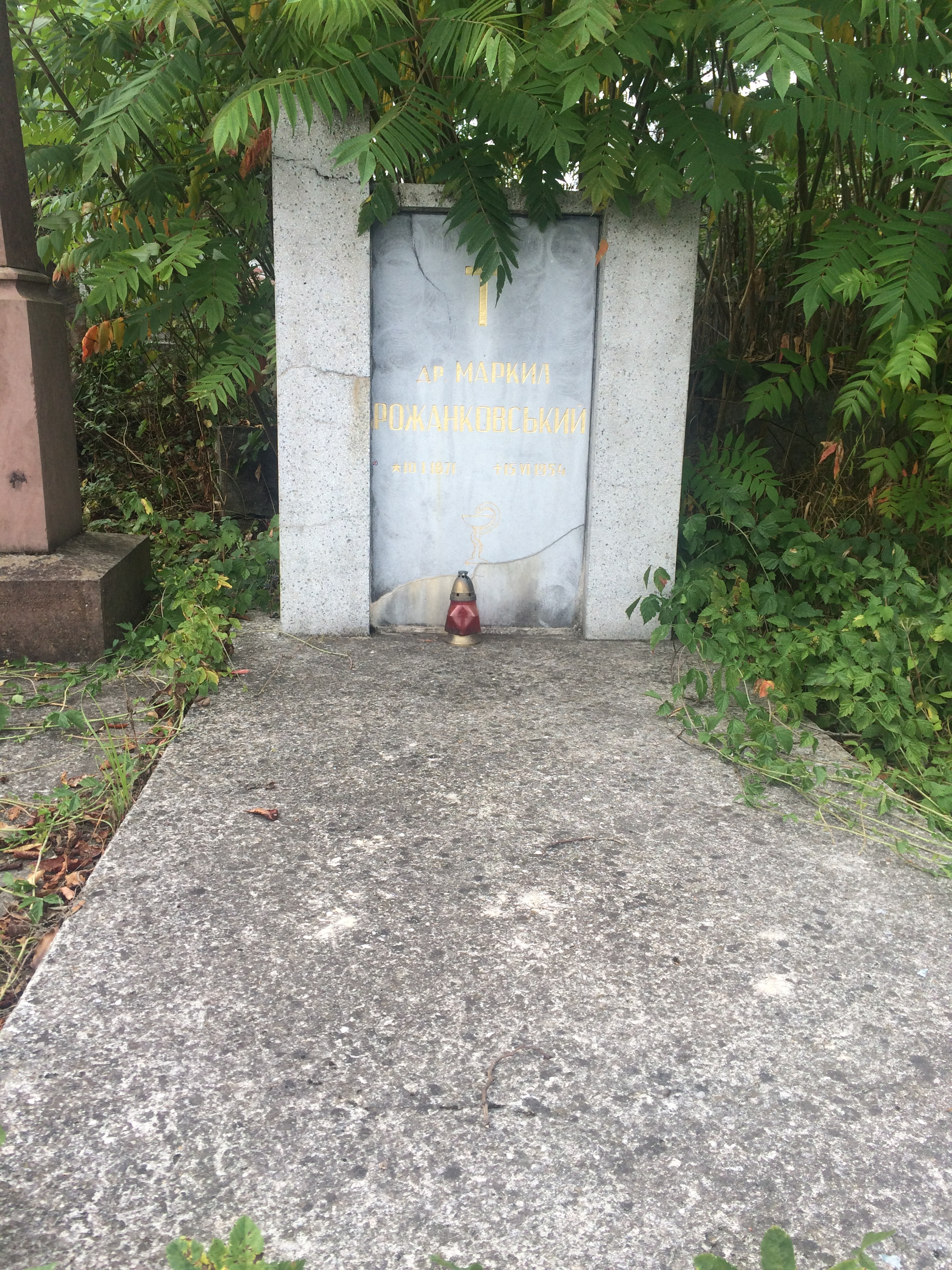
Могила Маркила Рожанковського

Маркел Лонгинович Рожанкóвський (10 січня 1871, м. Броди, Бродівський повіт, Королівство Галичини та Володимирії, Австро-Угорщина — 15 червня 1954, м. Калуш, Калуський район, Станіславська область, УРСР, СРСР) — український лікар-офіцер флоту Австро-Угорщини, морський старший штабний лікар 1-го класу (полковник).

## Життєпис
Народився 10 січня 1871 у місті Броди на Львівщині. Батько — д-р Лонгин Рожанковський, мати — Осипа (1841—1929, донька о. Осипа Шухевича).
Закінчив Золочівську гімназію. Закінчив Краківський університет у 1895 р.
Разом з однокурсником Володимиром Вербенцем за прикладом відомого в Галичині морського лікаря і письменника д-ра Ярослава Окуневського обрав медичну службу у флоті Австро-Угорщини. Пройшов шлях від корветного лікаря (лейтенанта) до морського старшого штабного лікаря 1-го класу (полковника). Побував у багатьох морях і країнах. Два роки ніс службу на крейсері «Кайзерін Елізабет» у районі бойових дій російсько-японської війни 1904—1905 р.р. Очолював важливі структурні підрозділи санітарної служби флоту. 
В 1918 році в Одесі надавав допомогу у формуванні служби охорони здоров'я флоту новоствореної Української Держави. Удостоєний багатьох орденів і медалей Австро-Угорщини, а кайзер Німецької імперії Вільгельм ІІ за лікарські заслуги особисто нагородив його «Залізним Хрестом» 2-го класу.
За часів ЗУНР очолював санітарну службу і лікарню Калуського повіту, вступив в УГА.
За Польщі — лікар у Калуші, продовжував працювати під час Другої світової війни та після неї аж до смерті в 1954 р. Допомагав підпіллю ОУН, зокрема забезпечив хлороформом операцію пораненого Василя Андрусяка «Різуна».

### Сім'я
Одружився в 1906 р. з Амалією (1878—1926) — донькою хотінського пароха Гната Рожанського. Проживали в м. Пула (сучасна Хорватія), тут народилися доньки Марія, Меланія і Дарія та син Ярослав. Після розпаду Австро-Угорщини переїхали до Калуша.